# Wendy Martínez
Wendy Iomara Martínez Martínez (ur. 24 grudnia 1997) – meksykańska zapaśniczka w stylu wolnym. Zajęła siedemnaste miejsce na mistrzostwach świata w 2014. Brązowa medalistka mistrzostw panamerykańskich w 2009 i 2011 roku.